# Thiên cổ quyết trần
Thiên Cổ Quyết Trần (tiếng Trung: 千古玦尘; bính âm: Qiāngǔ jué chén; tiếng Anh: Ancient Love Poetry) là bộ web-drama tiên hiệp cổ trang phát sóng năm 2021, chuyển thể từ tiểu thuyết Thượng Cổ Truyện của tác giả Tinh Linh với sự tham gia của hai diễn viên Hứa Khải và Châu Đông Vũ. Nội dung bộ phim xoay quanh câu chuyện tình yêu trải dài hai thời đại từ thời thượng cổ cho đến hậu cổ của hai vị chân thần Thượng Cổ và Bạch Quyết.

## Nội dung
Bộ tứ chân thần cai quản thượng cổ thần giới là Chích Dương, Thiên Khải, Bạch Quyết và Thượng Cổ. Thượng Cổ, vị nữ chân thần duy nhất trong bộ tứ này, cũng là người thừa kế lệnh vũ của tổ thần, vì vậy được quyết định sẽ trở thành người thống trị tối cao của thần giới. Tuy nhiên, nàng lại là người trẻ nhất trong số tứ đại chân thần, năng lực cũng yếu ớt nhất. Trớ trêu thay, khi loạn thế đến, Thượng Cổ phải đứng ra bảo vệ tam giới, dốc hết toàn lực để chống lại hỗn độn kiếp, vì vậy mà hồn phi phách tán.
Tình lữ của Thượng Cổ, Bạch Quyết, là vị chân thần có tu vi cao nhất. Không nỡ nhìn nàng tan biến, Bạch Quyết đã dành ra bốn vạn năm để thu thập tàn hồn cho Thượng Cổ, hy vọng giúp nàng có thể tái sinh. Cuối cùng, sự khổ cực của Bạch Quyết cũng được đền đáp. Thượng Cổ tái sinh sáu vạn năm sau với thân phận là Hậu Trì, con gái của Cổ Quân thượng thần. Tuy vậy, Hậu Trì đã quên đi toàn bộ ký ức của kiếp trước. Nhưng định mệnh đã an bài cho họ ở cạnh nhau, đời đời kiếp kiếp. Và nàng lại đi tìm chàng vì mối duyên nợ đã khắc sâu trong tâm khảm này.

## Phân vai

### Nhân vật chính
| Diễn viên    | Nhân vật                            | GIới thiệu |
| ------------ | ----------------------------------- | --- |
| Châu Đông Vũ | Thượng Cổ / Hậu Trì                 | Thượng Cổ là vị thần đứng đầu bốn vị chân thần của cổ đại giới, một vị thần có nguồn gốc hỗn mang.Từ khi sinh ra đã yếu ớt,thần lực bị phong ấn nên khó tu luyện được hỗn lực.Tuy nhiên nàng vẫn mang tính cách lạc quan,hồn nhiên,nhí nhảnh,có phần kiêu ngạo.Từ khi gặp chân thần Bạch Quyết và bái người làm sư tôn, Thượng Cổ dần trở nên trưởng thành và hiểu ra trọng trách trên vai phải gánh. 60 nghìn năm trước, nàng vì cứu chúng sinh nên đã lấy thân lĩnh kiếp. Sau khi trở về từ tử đạo, nàng tái sinh ở thời hậu cổ lấy tên Hậu Trì, có thân phận là con gái của Cổ Quân. Mặc dù có địa vị thượng thần, nhưng vì thần lực bị phong ấn mà linh lực vô cùng thấp kém. Tuy nhiên, sự nhí nhảnh yêu đời và lòng vị tha của nàng chưa bao giờ thay đổi. Thần khí là "kiếm Cổ Đế".  |
| Hứa Khải     | Bạch Quyết / Bách Huyền / Thanh Mục | Một trong tứ đại chân thần của thế giới thượng cổ, là vị thần nắm giữ chân hỏa, yêu say đắm Thượng Cổ chân thần gần hai mươi vạn năm.Luôn âm thầm bảo vệ Thượng Cổ. Khi Thượng Cổ tuẫn thế, hắn đã cản trở nàng, áp chế hỗn độn chi kiếp, vì nàng mà tu vi bốn vạn năm cùng hồn phách đều tiêu tan, đem 6 vạn năm tiên căn hóa thành hỗn độn. Sau khi Thượng Cổ lựa chọn tuẫn thân hỗn độn kiếp, chính Bạch Quyết đã giúp nàng chuyển kiếp thành thai trứng rồi giao cho Cổ Quân nuôi dưỡng, dùng thân phận Bách Huyền đến trao chiếc vòng huyền thạch cho Hậu Trì, bảo rằng khi nào nàng thắc mắc về thân thế của mình thì hai người sẽ gặp lại. Cứ thế, hắn ra đi, đem một nửa căn nguyên giấu nơi Bắc hải sâu thẳm, trở thành Thanh Mục của hậu cổ giới. Thần khí là "giáo Thái Thương". |

### Nhân vật phụ
| Diễn viên        | Nhân vật                           | GIới thiệu |
| ---------------- | ---------------------------------- | --- |
| Lưu Học Nghĩa    | Thiên Khải / Tử Nguyệt / Tịnh Uyên | Là một trong tứ đại chân thần của thượng cổ giới, Thiên Khải là vị thần nắm giữ tứ hải, đồng thời cũng là chân thần duy nhất mang sức mạnh yêu lực.Yêu say đắm thượng cổ, biết được thần chủ của thần giới sẽ phải lấy thân mình bảo vệ chúng sinh trước hỗn kiếp nên vào ngày Thượng Cổ kế thừa lệnh vũ thần chủ Thiên Khải đã cướp lấy lệnh vũ để trở thành thần chủ, hy vọng có thể chết thay cho Thượng Cổ. Thiên Khải đã gieo mầm hủy diệt, tạo nên thảm họa hỗn loạn, khiến thượng cổ giới bị rơi vào diệt thế huyết trận. Sau khi bị Bạch Quyết một thương xuyên tim, thần hồn tiêu tán trước mặt chúng thần, hắn đã chìm vào giấc ngủ sâu 6 vạn năm, bị Chích Dương cùng Bạch Quyết phong ấn ở Yêu giới. Sau khi Thiên Khải tỉnh lại, Yêu giới vô cùng suy yếu, hắn đã đem một nửa căn nguyên cùng thần khí hóa thành Tử Nguyệt yêu quân ở Huyền Tinh cung để nuôi Yêu giới, thần lực suy giảm, dùng tên giả Tịnh Uyên. Sau khi gặp Hậu Trì hắn liền nhận ra nàng là linh thức của Thượng Cổ bèn bảo vệ nàng bất chấp tính mạng. Vì đỡ đẻ cho Hậu Trì mà tóc bạc đi, sau lại trở thành bảo mẫu chăm nom con của Hậu Trì là Nguyên Khải. Đứa cháu nghịch ngợm này khiến Thiên Khải già rồi mà cũng không yên. Thần khí là "Roi Tử Nguyệt". |
| La Thu Vận       | Nguyệt Di                          | Là vị thần quân cai quản trăng sao, dưới trướng là 11 vì tinh tú, sở trường là kiếm thuật, có khả năng chiến đấu mạnh nhất Thần giới. Từ khi Thượng Cổ ra đời, Nguyệt Di đã luôn ở bên cạnh bầu bạn, hai người cùng nhau nghịch ngợm, quậy phá, tình cảm vô cùng gắn bó. Trong "trận pháp diệt thế" do Thiên Khải tạo ra nàng lấy thân mình dỡ tên cho Thiên Khải nên linh hồn tan biến, một chút linh nguyên hóa thành tượng đá. Nguyệt Di cũng chính là vị nữ thần khiến Thiên Khải thần tôn phải đoạn tuyệt ái tình, cả đời cô độc. Một trong những câu nói để đời của Nguyệt Di chính là: "Bọn họ không tin chàng, ta tin. Tam giới không ai bảo hộ chàng, ta bảo hộ". |
| Lý Trạch Phong   | Chích Dương                        | Là vị chân thần cuối cùng trong "tứ đại thượng cổ chân thần", nắm giữ đại địa và là người chấp chưởng điện Hỗn Độn, xử lí mọi chính vụ của tam giới chúng sinh. Thần khí là "kích Nhật Nguyệt", thần thú là Huyền Quy. Người cùng Thượng Cổ, Bạch Quyết, Thiên Khải tình cảm sâu đậm, thân như thủ túc. Hết mực cư Thượng Cổ. Sau kiếp nạn hỗn độn do Thiên Khải gây nên, Ma tộc thừa thời cơ các chân thần trọng thương tấn công Thần giới, y đã hi sinh thân mình bảo hộ tam giới. Tỉnh dậy sau 6 vạn năm, Chích Dương thay Thiên Khải giữ vai trò "bảo mẫu" cho con trai của Thượng Cổ - Nguyên Khải. |
| Trương Gia Nghê  | Vu Hoán                            | Là một con phượng hoàng ngũ sắc cấp thấp ở phượng tộc, may mắn được Thương Cổ nhận làm thần thú, mọi bi kịch sau này một phần cũng bắt đầu từ Vu Hóan mà ra. Nàng chính là người đã ra tay đem thân phận hỏa phượng hoàng của Phượng Nhiễm che giấu, đuổi ra khỏi tộc Phượng Hoàng. Trước khi trở thành Thiên hậu, nàng cùng Cổ Quân thượng thần vốn là một đôi thần lữ của điện Triều Thánh, sớm tối có nhau nhưng sau đó lại quay lưng kết duyên cùng Thiên đế Mộ Quang, sinh ra Cảnh Dương, Cảnh Giản và Cảnh Chiêu. Có thể nói, mọi sự phiền toái giữa Hậu Trì cùng các vị hoàng tử, công chúa này, cũng như vạn sự ân oán tình thù giữa Thiên cung và Thanh Trì cung cũng đều là xuất phát từ Vu Hoán mà ra. Vì tham vọng muốn làm chủ tam giới mà không tiếc đi vào ma đạo, tàn sát cả phượng tộc, khiêu khích hai giới Tiên-Ma gây chiến mục đích lấy ma khí sau tàn cuộc để tu ma. Ả chịu lôi kiếp hóa thành Ma Thần, bày mưu tính kế giết chân thần để không còn ai cản trở ả làm chủ tam giới. Đến cuối cùng lại sa vào bẫy mà Bạch Quyết và Thiên Khải bày ra. Bị Thượng Cổ lấy lại hết ma lực và huyết mạch phượng hoàng, Vu Hoán giờ đây không là ma, không là thần, không là tiên, cũng không là người, không có linh mạch, không thể yêu, không thể hận cũng chẳng thể chết, cả đời cô độc chịu đủ nổi đau già yếu bệnh tật, hình phạt này còn tàn khốc hơn cả chết. Thần khí là "Phượng Vũ phiến" và "Vũ Hoa tán". |
| Phó Tân Bác      | Mộ Quang                           | Mộ Quang của chục vạn năm trước là đệ tử dưới trướng Nguyệt Di. Đến thời hậu cổ trở thành một trong ba vị thượng thần được tấn phong đầu tiên của tam giới, gánh vác trọng trách đứng đầu tiên tộc, chấp chưởng tam giới cửu châu bát hoang. Vị thiên đế này rất mực si tình, từ đầu đến cuối luôn hết lòng hết dạ với Vu Hoán nhưng sau khi biết được những hành vi tác oái của nàng, hắn đã thương tâm không nguôi nhưng vẫn một mực cầu xin Thượng Cổ tha mạng cho Vu Hoán. Sau này vì hổ thẹn với tam giới, cảm thấy mình không còn xứng với chức thiên đế nữa, y lấy thân tuẫn thế, hóa thành thạch long vĩnh hằng trấn thủ ở biên giới Tiên - Yêu. |
| Lại Nghệ         | Cổ Quân                            | Từng là đệ tử dưới trướng Thượng Cổ, cũng là người yêu đầu tiên của Vu Hoán thiên hậu,sau này y theo lệnh của Bạch Quyết trở thành phụ thần của Hậu Trì. Khi Thượng Cổ tuẫn thế cũng là lúc người ngoài ý muốn chạm được vào căn nguyên hỗn độn của Thượng Cổ, giúp Thượng Cổ cất giữ thần lực suốt 6 vạn năm. Sau khi Thần giới đóng cửa, Cổ Quân trở thành vị thần khai thiên tích địa của hậu cổ giới, cũng chính là người đầu tiên được tấn vị thượng thần. Vị thượng thần này ngày ngày lánh mặt trong Thanh Trì cung nuôi dưỡng và che chở cho đứa con Hậu Trì,y không tranh với đời, chỉ một lòng bảo vệ cho Hậu Trì. Sau khi Hậu Trì thoát xác lớn lên thì bắt đầu rời Thanh Trì cung, chu du khắp nơi không rõ tung tích. Mãi đến lúc Hậu Trì cùng Thanh Mục gánh chịu hình phạt 49 đạo thiên lôi, nguy hiểm tính mạng, Cổ Quân mới trở về. Từ đó y hết lòng che chở cho cung Thanh Trì, nhiều lần đòi san bằng Thiên cung vì dám chèn ép Hậu Trì. Đến lúc Bạch Quyết hợp nhất căn nguyên thức tỉnh và thành hôn với Cảnh Chiêu , Hậu Trì tới đại náo hôn lễ và bị Thiên Hậu đã thương đứt gãy linh mạch, Cổ Quân vì để thức tỉnh thần thức của Thượng Cổ trong Hậu Trì mà hi sinh cả tính mạng. Sau được Bạch Quyết giữ lại một chút linh thức, nuôi dưỡng trong Tháp Trấn Hồn, chờ ngày tái sinh. |
| Trương Nhã Khâm  | Phượng Nhiễm                       | Vu Hoán vì tư lợi nên ném Phượng Nhiễm khỏi tộc Phượng Hoàng khi nàng mới sinh ra. Vì từ nhỏ đã phải trải qua cuộc sống tự sinh tự diệt nên Phượng Nhiễm đã sớm tu thành một thân chiến thần, sau vạn năm liền trở thành vị thượng quân có năng lực chiến đấu đáng sợ nhất nhì Thiên giới, là con hỏa phượng hoàng duy nhất của thế gian. Nàng cùng nhị hoàng tử Cảnh Giản của Thiên cung sau khi trải qua một hồi ân oán giết cha, giết mẹ, giết gia gia,... đã cùng nhau kết thành một đôi tiên lữ, luyến ái sớm chiều. Nhưng thật không may trong trận chiến do Vu Hoán tạo ra, Cảnh Giản đã lấy thân mình để cứu lấy chúng sinh và Phượng Nhiễm. Nàng hết sức đay lòng. Sau khi Thiên đế tuẫn thế, nàng trở thành người chấp chưởng Tiên giới. Thần khí là "Linh Hoả tiên". |
| Trương Vân Long  | Cảnh Giản                          | Là vị nhị điện hạ nổi danh ôn nhu, nho nhã nhất cửu trùng thiên. Thuở thiếu thời từng nhận được ân cứu mạng của Phượng Nhiễm, nhưng luôn canh cánh bên lòng, tìm mọi cách để biết người cứu mình là ai, sau khi biết chính là vị hồng y mỹ nhân nổi danh của cung Thanh Trì kia thì lại đem lòng yêu nàng say đắm. Trong trận đại chiến Tiên - Yêu, Cảnh Giản lĩnh bính giải thuật, dẫn đến “hôi phi yên diệt” trong chính trận pháp do mẹ mình lập ra. Sau này giữ được thần thức trong thân xác của một chàng trai ở phượng tộc, chờ ngày thức tỉnh. |
| Chung Kỳ         | Cảnh Chiêu                         | Là đứa con gái được cưng chiều nhất của Thiên đế và Thiên hậu; tính tình ngông cuồng, tự đại, luôn không phục trước ngôi vị thượng thần của Hậu Trì và cũng là người yêu Thanh Mục say đắm. Sau khi nguyên thần của Thanh Mục thức tỉnh, biến thành Bạch Quyết và đoàn hợp với Hậu Trì (cũng chính là Thượng Cổ) thì Cảnh Chiêu đã hoàn toàn không còn hi vọng. Nhưng vì tính cách không chịu thua Thượng Cổ, Cảnh Chiêu chấp nhận thành hôn với Bạch Quyết dù cho cô chỉ là một nước cờ trong kế hoạch của ngài và vĩnh viễn không có được tình yêu của ngài. Nghe theo Vu Hoán làm biết bao chuyện xấu, dùng hoa thí thần hạ độc Bạch Quyết nhưng không thành. Sau này, nàng cũng bị trục xuất khỏi thiên giới. |
| Trương Hiểu Thần | Huyền Nhất                         | Vốn cũng là một chân thần, mang trong mình sức mạnh hỗn độn, vốn được định sẽ trở thành thần chủ nhưng vì biết được bí mật của thiên mệnh nên đã từ bỏ ngôi vị thần chủ tôn quý nhất đi theo ma đạo, lập ra Ma giới, trở thành Ma tôn. Bị phong ấn ngàn năm ở Cửu U, bầu bạn và chứng kiến Thượng Cổ ngày ngày luyện thành hỗn thực. Sau khi Thượng Cổ lấy thân ứng kiếp, y phá giải phong ấn ra ngoài tác oai tác oái ở thần giới khiến bao binh sĩ và thần quân hi sinh. Cuối cùng bị Bạch Quyết cùng các chư thần hợp sức giết chết. |
| Hoàng Nghị       | Hồng Nhật                          | Là thần thú của Bạch Quyết, hỏa kỳ lân duy nhất trong thiên địa, thần lực rất mạnh. Hồng Nhật rất trung thành với Bạch Quyết, vì Bạch Quyết mà lấy thân lập trấn, tuẫn thế tại cổng Thần giới. Sau này tái sinh thành tiểu Hoàng, chú chó nhỏ cùng con trai của Bạch Quyết bầu bạn trăm năm mới quy vị trở về làm Hồng Nhật thần quân. |
| Lữ Bằng          | Tử Hàm                             | Là thần thú của Thiên Khải, chân thân là một con kiền long dũng mãnh, thần lực rất cao. Rất trung thành với Thiên Khải, lúc ở Thần giới thay Thiên Khải cai quản điện Thái Sơ đâu ra đấy, lúc ở Yêu giới cũng thay Tịnh Uyên quản lí mọi việc ở cung Tử Nguyệt rất trật tự. Tính cách ngay thẳng, trung thành, cương liệt, mạnh mẽ. Sau cùng, vì bảo vệ Yêu giới mà ra đi trong vòng tay của Thiên Khải. |
| Lưu Manh Manh    | Tuyết Nghênh                       | Là nữ thần quân ở thần giới, thần lực mạnh mẽ. Nàng ta không chỉ là tuyết thần mà còn cai quản bốn mùa ở Hạ giới. Theo đuổi Bạch Quyết vạn năm nhưng không được đáp trả, nhiều lần vì đố kỵ mà làm hại Thượng Cổ. Tính cách ngông cuồng, xấc xược, không coi chủ thần ra gì, gặp yếu thì ức hiếp, gặp mạnh thì ương ngạnh. Nhiều lần thua trước Thượng Cổ mà sinh ra oán hận vô cùng, bị phạt lưu đày tới Cửu U, lúc xuất nguyên thần để vào kết giới không may bị ma khí xâm nhập, nghe theo sai khiến của tâm phúc ma thần mà làm không ít chuyện phản bội Thần giới. Sau cùng, trong đại chiến giữa Thần giới và Ma giới nàng ta đem căn nguyên tế thuật, đánh bại tâm phúc của Huyền Nhất, linh hồn tan biến. |
| Hác Suất         | Cảnh Dương                         | Tiên giới đại hoàng tử Cảnh Dương là con trai trưởng của Mộ Quang và Vu Hoán. Khác hẳn với một Cảnh Giản ôn nhu, hiểu chuyện. Là người tự cao, tự đại. Từng nghe theo sai bảo của mẫu thần Vu Hoán làm đủ chuyện xấu xa, trái đạo trời. Sau cùng tỉnh ngộ và không muốn nhìn nhận Vu Hoán. Bị phạt cả đời sau bảo vệ sự yên bình của tam giới. |
| Hoàng Giác       | Sâm Giản                           | Là Yêu hoàng của Yêu giới, đứng đầu Yêu tộc, chân thân là một con bạch hổ dũng mãnh nhất cửu châu bát hoang. Nói về thần lực, ngoại trừ 3 vị thượng thần đầu tiên của hậu cổ giới là Cổ Quân, Mộ Quang và Vu Hoán thì không ai sánh nổi với Sâm Giản. |
| Phạm Tân Vĩ      | Mặc Vũ                             | Là tâm phúc của Huyền Nhất, trong trận tấn công vào Thần giới đã bị tuyết thần dùng căn nguyên đánh bại, chết không toàn thây. |
| Đại Tư           | Thường Thấm                        | Thủ lĩnh của Yêu Hồ nhất tộc - Cửu Vĩ Hồ. Nàng cũng chính là bạn tốt của Phượng Hoàng nhất tộc Phượng Nhiễm. Yêu nhị điện hạ của yêu tộc Sâm Vũ. |
| Lộ Hoành         | Sâm Vũ                             | Là Yêu tộc nhị hoàng tử, từng đi về từ cõi chết, nhờ ơn cứu mạng của tiểu hồ ly Thanh Li, từ đó mắc một ơn huệ khiến cho đoạn tình cảm của mình và Thường Thấm bị chia đôi. Sau nối ngôi cha mình là Sâm Giản trở thành Yêu Hoàng. |
| Cáp Ni Khắc Tư   | Phượng Diễm                        | Là mẹ của Phượng Nhiễm. Được tổ thần giao phó là trở thành thần thú của thần chủ hỗn độn nhưng vì có tình cảm với Ngô Tịch nên không muốn niết bàn quên đi mối nhân duyên này. Cô làm trái lệnh tổ thần, định cùng Ngô Tịch bỏ trốn. Bị Bạch Quyết và Thượng Cổ truy đuổi, vì Thượng Cổ cảm thông cho hai người nên đành thoại nguyện cho đôi uyên ương và nhận Vu Hoán làm thần thú. Đây cũng là căn nguyên của hoàng loạt bi kịch sau này |
| Nhậm Hào         | Ngô Tịch                           | Là ông tổ của rừng ngô đồng, nơi sinh sống của Phượng tộc, cùng vương giả của phượng tộc là Phượng Diễm tâm đầu ý hợp, hẹn ước vạn kiếp có nhau. Vì tình yêu, Ngô Tịch đánh cắp hồn phách của Phượng Diễm đưa nàng rời rừng ngô đồng, trốn tránh nghĩa vụ niết bàn, trở thành thần thú của chủ thần, phạm trọng tội. Nhờ sự đồng cảm của Thượng Cổ, vạn năm sau hai người tái sinh, tiếp tục được ở bên nhau. Sau cùng bị Vu Hoán sát hại. |
| Cao Hàn          | Trường Khuyết                      | Là vị thần quân chấp chưởng cung Thanh Trì cùng Phượng Nhiễm khi Cổ Quân thượng thần đi vắng. Nghiêm khắc, chính trực và cực kỳ nghiêm túc. |
| Linh Siêu        | Già Diệp                           | Tiểu tiên của Thanh Trì cung, cùng với Trường Khuyết, Phượng Nhiễm thường hay làm trò cho Hậu Trì vui. |

## Nhạc phim
| STT | Nhan đề                            | Phổ lời                            | Phổ nhạc         | Ca sĩ                             | Thời lượng |
| --- | ---------------------------------- | ---------------------------------- | ---------------- | --------------------------------- | ---------- |
| 1.  | "Quyết Luyến - 玦恋" (Nhạc chủ đề) | Trần Linh Tử                       | Từ Lâm           | Châu Thâm                         |            |
| 2.  | "Cảm Ứng - 感应"                   | Trần Linh Tử                       | Từ Lâm           | Lưu Vũ Ninh                       |            |
| 3.  | "Niên Tuế - 年岁" (Nhạc kết)       | Trương Bằng Bằng, Vương Diệu Quang | Vương Diệu Quang | Mao Bất Dịch                      |            |
| 4.  | "Thiên Tầm - 千寻"                 | Trương Bằng Bằng                   | Vương Diệu Quang | A-Lin                             |            |
| 5.  | "Sơn Hải - 山海"                   | Lâm Hiểu Du                        | Điền Hạo         | Chước Yêu                         |            |
| 6.  | "Chấp Sinh Niệm - 执生念"          | Vương Diệu Quang                   | Cao Oánh         | Diệp Huyền Thanh                  |            |
| 7.  | "Triều Mộ - 朝暮"                  | Đặng Thư Nguyệt                    | Đặng Thư Nguyệt  | Đẳng Thập Ma Quân (Đặng Ngụ Quân) |            |

## Công chiếu
| Quốc gia   | Kênh          | Thời gian                                 |
| ---------- | ------------- | ----------------------------------------- |
| Trung Quốc | Tencent Video | 17 tháng 6 năm 2021 - 25 tháng 7 năm 2021 |
| Quốc tế    | WETV          | 17 tháng 6 năm 2021 - 25 tháng 7 năm 2021 |

## Giải thưởng và đề cử
| Năm  | Lễ trao giải                                                        | Giải thưởng                                 | Đề cử                              | Kết quả   | Tham khảo |
| ---- | ------------------------------------------------------------------- | ------------------------------------------- | ---------------------------------- | --------- | --------- |
| 2020 | Danh sách Video Trung Quốc lần thứ 21                               | Phim truyền hình được mong đợi nhất năm     | Thiên Cổ Quyết Trần                | Đoạt giải | [ 4 ]     |
| 2021 | Giải thưởng Văn Vinh - Điện ảnh và Truyền hình Hoành Điếm lần thứ 8 | Phim truyền hình hay nhất (phim chiếu mạng) | Thiên Cổ Quyết Trần                | Đề cử     | [ 5 ]     |
| 2021 | Giải thưởng Văn Vinh - Điện ảnh và Truyền hình Hoành Điếm lần thứ 8 | Biên kịch trẻ xuất sắc nhất                 | Nhiêu Tuấn, Lý Chân Ngư, Tinh Linh | Đoạt giải | [ 6 ]     |
| 2021 | Giải thưởng Hoa Đỉnh lần thứ 32                                     | Top 100 phim truyền hình hay nhất           | Thiên Cổ Quyết Trần                | Đoạt giải | [ 7 ]     |